# Kärekelampi
Kärekelampi är en sjö i Finland. Den ligger i kommunen Savukoski i landskapet Lappland, i den norra delen av landet, 900 km norr om huvudstaden Helsingfors. Kärekelampi ligger 224,4 meter över havet. Arean är 14 hektar och strandlinjen är 1,59 kilometer lång. Sjön  ingår i Tuulomajokis huvudavrinningsområde.   Omgivningarna runt Kärekelampi är i huvudsak ett öppet busklandskap.